# Bron till Terabitia
Bron till Terabitia (originaltitel: Bridge to Terabithia) är en roman skriven av den amerikanska författaren Katherine Paterson. Romanen publicerades 1977 och filmatiserades år 2007 som Bridge To Terabithia.

## Handling
Jess är en pojke som bor i en fattig stor familj med bara systrar. Jess är duktig på att rita och teckna serier. Han har det svårt i skolan och har inga vänner. I flera veckor har han tränat intensivt till ett lopp på rasten i skolan, och en av motståndarna är hans mobbare. Att vinna är viktigast för Jess av sin snabbhet, men han kommer dock tvåa och det var den nya tjejen Leslie som slog honom dessutom. Leslie är speciell och har en mycket sällsynt gåva, fantasin. Snart blir de vänner och Leslie och han går ut i skogen för att leka, där de hittar ett rep över en flod. Leslie hittar på att det är ett magiskt rep som man använder för att ta sig till deras hemliga land Terabitia. Plötsligt blir hela världen bra för Jess igen.

## Huvudfigurer

### Jesse Oliver Aarons
Jesse Oliver Aarons, Jr. är en rollfigur i boken. I filmen från 1985 spelas hann av Julian Coutts och av Josh Hutcherson i filmen från 2007.

### Leslie Burke
Spelas av AnnaSophia Robb.

## Övriga rollfigurer
- Joyce Ann Aarons
- May Belle Aarons
- Ellie and Brenda Aarons - Jess två äldre systrar
- Janice Avery
- Miss Edmunds - musiklärare
- Prince Terrien
- Gary Fulcher
- Mrs. Myers - i filmen från 2007 spelas hon av Jen Wolfe.
- Leslie's Parents

## Övrigt
Boken blev filmatiserad två gånger, 1985 och 2007.
Boken har även vunnit Newburymedaljen 1978.